# Quốc lộ 91
Quốc lộ 91 là con đường nối liền thành phố Cần Thơ đến cửa khẩu Tịnh Biên, tỉnh An Giang, dài 142 km.
Quốc lộ 91 khởi đầu tại ngã tư Bến Xe giao với Quốc lộ 1 cũ thuộc địa phận quận Ninh Kiều, đi qua quận Bình Thủy, quận Ô Môn, quận Thốt Nốt (thành phố Cần Thơ), thành phố Long Xuyên, huyện Châu Thành, huyện Châu Phú, thành phố Châu Đốc và kết thúc tại cửa khẩu Tịnh Biên, thuộc khóm Xuân Hoà, phường Tịnh Biên (xã Xuân Tô cũ), thị xã Tịnh Biên (tỉnh An Giang). Như vậy quốc lộ 91 đi dọc bờ nam sông Hậu từ Cần Thơ đến Châu Đốc, sau đó tiếp tục đi dọc theo biên giới Campuchia. Quốc lộ 91 tiếp nối với quốc lộ 2 của Campuchia trên địa phận tỉnh Takéo, cách Phnom Penh khoảng 110 km.
Quốc lộ 91 giao với quốc lộ 80 tại ngã ba Rạch Giá (ngã ba Lộ Tẻ), phường Thới Thuận, quận Thốt Nốt, và tại ngã ba với bến phà Vàm Cống, thuộc khóm Thới Hoà, phường Mỹ Thạnh, thành phố Long Xuyên.
Độ dài một số tuyến đường:
- Ngã tư Bến Xe - Trà Nóc (quận Bình Thủy): 7 km
- Cần Thơ - Long Xuyên: 62 km
- Cần Thơ - Châu Đốc: 117 km